# Gustaf Knaust
Gustaf Oscar Knaust (i riksdagen kallad Knaust i Sundsvall ), född 24 november 1852 i Helsingborgs församling, Malmöhus län, död 4 mars 1921 i Sundsvalls församling, Västernorrlands län, var en svensk grosshandlare och riksdagsman.
Knaust var grosshandlare i Sundsvall och ledamot av riksdagens första kammare från 1908.
Gustaf Knaust kom till Sundsvall 1869 och grundade firman Knaust & Larsson tillsammans med Axel Larsson. Han satt också med i en mängd styrelser och blev ledamot av stadsfullmäktige under lång tid, därav nio år som stadsfullmäktiges ordförande. Knaust gifte sig 1882 med Kristina Lovisa Svensson (1856–1923) från Tuna i Kalmar län. Makarna Knaust är begravda på Sundsvalls Gustav Adolfs kyrkogård.